# Nigel Benn
Pour les articles homonymes, voir Benn.
Nigel Benn est un boxeur britannique né le 22 janvier 1964 à Ilford, Angleterre.
Surnommé Dark Destroyer, il remporte les titres de champion du monde des poids moyens et super-moyens. Il a aussi servi pour l'armée britannique avant de partir vivre en Espagne avec sa famille.
Son fils Conor Benn est aussi un boxeur professionnel.

## Biographie

### Débuts de la carrière de boxeur
Benn vient d'une famille de sportifs, dont son célèbre cousin, le footballeur Paul Ince. Il a remporté 41 victoires pour une seule défaite en boxe amateur. Il passe professionnel en 1987 et remporte un premier succès contre Graeme Ahmed à Croydon. S'ensuit une série de 22 victoires consécutives sur KO. Cette série s'étend jusqu'en 1989. Durant cette période, Benn bat Fermin Chirino, remporte le titre du Commonwealth en poids moyens après une victoire contre Abdul Umaru et réitère sa performance contre David Noel, frère de l'ancien champion du monde des poids légers Claude Noel.
En 1989, Benn affronte Michael Watson et perd après un KO à la sixième reprise. Son combat suivant, contre Jorge Amparo à Atlantic City, a été le premier de ses combats à l'étranger et le premier à aller à son terme. Benn l'emporte finalement aux points en 10 rounds.

### Premier titre de champion du monde
Après deux nouvelles victoires, Benn combat le champion WBO des poids moyens Doug DeWitt à Atlantic City. Il remporte le titre après avoir mis DeWitt KO au huitième round.
La première défense de son titre se déroule le 18 août 1990 contre l'ancien champion Iran Barkley qui s'écroule dans la première reprise. Benn retourne en Europe pour rencontrer son rival britannique Chris Eubank. Ils combattent à Birmingham le 18 novembre 1990 et Benn perd son titre au profit de Eubank qui le met KO à la neuvième reprise.

### Deuxième titre de champion du monde
En 1991, Nigel Benn bat le demi-frère de Marvin Hagler, Robbie Sims, par KO à la septième reprise, et enchaîne une nouvelle série de victoires.
Le 10 octobre 1992, Benn combat Mauro Galvano pour le titre WBC des super moyens. Il remporte le combat à la quatrième reprise. Il défend ensuite trois fois son titre avant de rencontrer une nouvelle fois son rival Chris Eubank le 9 octobre 1993. Le combat finit sur un match nul, le seul de la carrière de Benn.
Benn défend au total son titre neuf fois, notamment par KO contre Gerald McClellan le 25 février 1995, puis perd contre Thulani Malinga en 1996. Il se retire après deux défaites contre Steve Collins, également en 1996.